# Ист Килбрајд
Ист Килбрајд (енгл. East Kilbride) је град у Уједињеном Краљевству у Шкотској. Према процени из 2007. у граду је живело 74.883 становника.

## Становништво
Према процени, у граду је 2008. живело 74.883 становника.
| 1981.  | 1991.  | 2001.  |
| ------ | ------ | ------ |
| 70,454 | 70,579 | 73,796 |